# 68 Aquarii
68 Aquarii, som är stjärnans Flamsteed-beteckning, är en ensam stjärna belägen i den södra delen av stjärnbilden Vattumannen. Den har även Bayer-beteckningen g2 Aquarii. Den har en skenbar magnitud på 5,24 och är svagt synlig för blotta ögat där ljusföroreningar ej förekommer. Baserat på parallaxmätning inom Hipparcosuppdraget på ca 12,1 mas, beräknas den befinna sig på ett avstånd på ca 270 ljusår (ca 83 parsek) från solen. Den rör sig bort från solen med en heliocentrisk radialhastighet på ca 25 km/s.

## Egenskaper
68 Aquarii är en gul till vit jättestjärna av spektralklass G8 III, vilket anger att den har förbrukat förrådet av väte i dess kärna och expanderat bort från huvudserien. Den ingår i röd klumpen, vilket betyder att den befinner sig på den horisontella grenen och genererar energi genom termonukleär fusion av helium i dess kärna. Den har en massa som är ca 1,4 gånger större än solens massa, en radie som är ca 10 gånger större än solens och utsänder från dess fotosfär ca 59 gånger mera energi än solen vid en effektiv temperatur av ca 5 000 K.